# Jelena Stanislawowna Nagowizyna
Jelena Stanislawowna Nagowizyna (russisch Елена Станиславовна Наговицына; engl. Transkription Yelena Nagovitsyna; * 7. Dezember 1982 in Debjossy, Udmurtische ASSR, Sowjetunion) ist eine russische Leichtathletin, die sich auf den Langstreckenlauf spezialisiert hat.

## Sportliche Laufbahn
Erste internationale Erfahrungen sammelte Jelena Nagowizyna im Jahr 2012, als sie bei den Olympischen Sommerspielen in London im 5000-Meter-Lauf mit 15:21,38 min im Finale auf den 13. Platz gelangte. Im Jahr darauf belegte sie bei den Weltmeisterschaften in Moskau in 15:24,83 min im Finale den neunten Platz und 2014 wurde sie bei den Europameisterschaften in Zürich in 32:33,64 min Zehnte im 10.000-Meter-Lauf. 
2013 wurde Nagowizyna russische Meisterin im 5000-Meter-Lauf sowie 2011 und 2014 über 10.000 Meter.

## Persönliche Bestzeiten
- 5000 Meter: 15:02,80 min, 7. August 2012 in London
  - 3000 Meter (Halle): 8:58,79 min, 11. Januar 2014 in Nowotscheboksarsk
- 10.000 Meter: 32:02,99 min, 11. Juni 2013 in Moskau